# Валенсия Месталья
«Валенсия Месталья» (исп. Valencia Mestalla) — испанский футбольный клуб из города Валенсия, в одноимённой провинции и автономном сообществе, резервная команда клуба «Валенсия». Также «Валенсия Месталья» известна как «Валенсия B». Клуб основан в 1944 году, гостей принимает на арене «Патерна», вмещающей 3 000 зрителей. В Примере команда никогда не выступала, лучшим результатом является 2-е место в Сегунде в сезоне 1951/52, которое обеспечивало бы право на следующий сезон выступать в элите, если бы не правило, запрещающее выступать в одной лиге основной и резервной командам.

## Сезоны по дивизионам
- Сегунда — 21 сезон
- Сегунда B — 20 сезонов
- Терсера — 28 сезонов
- Региональные лиги — 2 сезона

## Достижения
- Терсера
  - Победитель (7): 1957/58, 1970/71, 1982/83, 1984/85, 1991/92, 2004/05, 2010/11